# سانادا مارو
سانادا مارو (真田丸) یک استحکام و باروی کوچک متصل به قلعه اوساکا بود. این بارو نقش کلیدی در دفاع از این قلعه در محاصره زمستانی اوساکا ۱۶۱۵ ایفا کرد. این حصار یا بارو توسط سانادا یوکیمورا در مقابل خندق بیرونی در قسمت جنوب شرقی قلعه اوساکا ساخته شده بود.
بعد از قرارداد صلح در پایان محاصره زمستانی این استحکام با زور و اجبار با وجود اینکه انهدام آن از شرایط صلح نبود، نابود شد.